# Chris Hoke
Chris Hoke (Long Beach, 6 de abril de 1976) é um jogador profissional de futebol americano estadunidense que foi campeão da temporada de 2008 da National Football League jogando pelo Pittsburgh Steelers.